# Плотниковська сільська рада (Притобольний район)
Пло́тниковська сільська рада (рос. Плотниковский сельский совет) — сільське поселення у складі Притобольного району Курганської області Росії.
Адміністративний центр та єдиний населений пункт — село Плотниково.
Населення сільського поселення становить 603 особи (2021; 731 у 2010, 815 у 2002).